# Làzar Kaganóvitx
Làzar Moisséievitx Kaganóvitx (rus: Ла́зарь Моисе́евич Кагано́вич 10 de novembre de 1893 – 25 de juliol de 1991) va ser un polític i administrador soviètic i un dels principals col·laboradors de Ióssif Stalin.

## Biografia
Kaganóvitx va néixer el 1893 en el si d'una família jueva al poble de Kabani, uiezd Radomixl, Gubèrnia de Kíev, Imperi Rus (actualment Dibrova, raion de Poliske, óblast de Kíiv, Ucraïna). A inicis de la seva carrera política, el 1915, Kaganóvitx esdevingué organitzador comunista de la fàbrica de sabates on treballava.
El 1911 s'allistà al partit bolxevic (el seu germà gran Mikhaïl ja n'era membre). El mateix any 1915, més tard, Kaganóvitx va ser detingut i enviat a Kabany. Durant març i abril del 1917, va ser president del sindicat d'adobadors i vicepresident del soviet de Iuzovka. Al maig del 1917 va esdevenir líder de l'organització militar bolxevic de Saràtov, i a l'agost va ser líder del Comitè Polessky del Partit Bolxevic a Belarús. Durant la Revolució d'Octubre va ser el líder de la revolta a Homel.

### Funcionari comunista
El 1918, Kaganóvitx actuà com a Comissari del departament de propaganda de l'Exèrcit Roig. Entre maig del 1918 i agost del 1919 va ser President de l'Ispolkom de la gubèrnia de Nijni Nóvgorod. El 1919-20 va ser governador de la gubèrnia de Vorónej. Entre el1920 i el 1922 va anar a Turkmenistan, on va ser un dels líders de la lluita bolxevic contra els rebels musulmans (basmatxi) i també comandà les reeixides expedicions punitives contra l'oposició local.
Al maig del 1922, Stalin esdevingué Secretari General del Partit Comunista i, immediatament, transferí a Kaganóvitx al seu aparell per comandar el "Departament d'Organització" (l'Orgburo del Secretariat). Aquest departament era responsable de tots els nomenaments de l'aparell del Partit Comunista. Treballant allà, Kaganóvitx col·laborà en situar a seguidors de Stalin en càrrecs importants de la burocràcia soviètica. En aquesta posició va destacar per la seva gran capacitat de treball i per la lleialtat personal a Stalin. Declarà que executaria qualsevol ordre que vingués de Stalin, la qual cosa en aquells moments era una novetat.
El 1924, Kaganóvitx esdevingué membre del Comitè Central. Entre el 1925 i el 1928, Kaganóvitx va exercir de Primer Secretari del Partit Comunista de l'RSS d'Ucraïna. Se li donà la tasca de "ukrainizatsiïa", la creació de quadres populars comunistes ucraïnesos. També se li encarregà la implementació de la col·lectivització i la política de la supressió econòmica dels kulaks. S'oposà a la política més moderada de Nikolai Bukharin, que argumentà en favor de la "integració pacífica dels kulaks al socialisme". El 1928, a causa de les nombroses protestes contra la direcció de Kaganóvitx, Stalin va veure's obligat a transferir a Kaganóvitx d'Ucraïna a Moscou, on tornà al seu càrrec com a Secretari del Comitè Central del Partit Comunista, un càrrec que ocupà fins al 1939. Com a Secretari, aprovà la lluita de Stalin contra les anomenades Oposicions de Dreta i Esquerra contra el Partit Comunista, amb l'esperança que Stalin fos l'únic líder del país. El 1933-34, va presidir la Comissió per Vetar la Pertinença del Partit (Tsentralnaia komissiïa po proverke partiynikh ryadov) i assegurà que ningú associat amb l'oposició anti-Stalin podria seguir sent membre del Partit Comunista. El 1943, al XVII Congrés del Partit, Kaganóvitx va ser el president del Comitè de Comptes. Falsificà votacions per càrrecs del Comitè Central, eliminant 290 vots que s'oposaven a la candidatura de Stalin. Aquestes accions comportaren que Stalin fos reelegit com a Gran Secretari en lloc de Serguei Kírov. Segons el reglament, el candidat que rebés menys vots d'oposició esdevenia el Secretari General. Abans de la falsificació de Kaganóvitx Stalin rebé 292 vots negatius i Kírov només tres. Però els resultats "oficials" (després de la intervenció de Kaganóvitx) van ser que Stalin només va rebre dos vots negatius.
El 1930, Kaganóvitx esdevingué un membre del Politburó i Primer Secretari de l'Obkom de Moscou del Partit Comunista (1930-35) i Gorkom de Moscou del Partit Comunista (1931-34). També va supervisar la implementació de diverses de les polítiques econòmiques de Stalin, incloent la col·lectivització de l'agricultura i la veloç industrialització.
Durant la dècada del 1930, Kaganóvitx organitzà i contribuí enormement a la construcció del primer sistema de transport veloç subterrani soviètic, el Metro de Moscou, que va rebre el seu nom fins al 1955. Durant aquest període, també supervisà la destrucció de diversos monuments antics de la ciutat, incloent-hi la Catedral de Crist Salvador. El 1932 encapçalà la supressió de la vaga de treballadors d'Ivanovo-Voznesensk.

### Responsabilitats en la fam 1932-33
Kaganóvitx (conjuntament amb Viatxeslav Mólotov) participà en la Conferència del Partit de Tota Ucraïna del 1930, rebent la missió d'implementar la política de col·lectivització que causà la fam catastròfica del 1932-33 a Ucraïna, coneguda com a Holodomor. També supervisà personalment les confiscacions de gra durant els mateixos períodes. Polítiques semblants també causaren enormes patiments a la república de l'Àsia central del Kazakhstan, la regió del Kuban, Crimea, la regió del Volga inferior i d'altres parts de la Unió Soviètica. Com a emissari del Comitè Central del Partit, Kaganóvitx viatjà a Ucraïna, les regions centrals de Rússia, el Caucas septentrional i Sibèria demanant l'acceleració de la col·lectivització ii repressió contra els kulaks, que generalment eren culpats pel lent progrés de la col·lectivització.
L'advocat Rafael Lemkin, al seu treball The Soviet Genocide in Ukraine intentà presentar el fet del Holodomor als Judicis de Nuremberg com a genocidi d'un règim totalitari.
El 13 de gener del 2010, el Jutjat d'Apel·lació de Kíiv trobà a títol pòstum a Kaganóvitx, Postixev i d'altres funcionaris del Partit Comunista soviètic culpables de genocidi contra els ucraïnesos durant la catastròfica fam del Holodomor. Tot i ser trobats culpables com a criminals, el cas acabà immediatament d'acord amb el paràgraf 8 de l'Article 6 del Codi de Procediment Criminal d'Ucraïna. La importància del cas és el seu aspecte històric que explica legalment la particularitat d'aquest fet històric. Pel Cap d'Any, el Servei de Segureta d'Ucraïna havia acabat la investigació prejudicial i envià aquest material al Fiscal General d'Ucraïna. El material consistia en 250 volums de material d'arxiu, entrevistes amb testimonis i anàlisis d'experts de diversos instituts de les Acadèmies Nacionals de Ciències. Oleksandr Medvedko, el Fiscal General, confirmà que el material donava proves clares del genocidi succeït a Ucraïna.

### "Ferri Làzar"
Entre el 1935 i el 1937, Kaganòvitx treballà el Narkom dels ferrocarrils. Abans de l'inici de la Gran Purga, organitzà les detencions de milers d'administradors de ferrocarrils i directors com a suposats "sabotejadors". Entre el 1937 i el 1939 va ser Narkom de la Indústria Pesant, i durant el 1939-40 de la Indústria Petroliera. Cadascun d'aquests nomenaments va estar associat amb detencions per tal de millorar la disciplina i el seguiment de les polítiques de Stalin.
A les conferències del Partit de finals de la dècada del 1930 va pronunciar discursos demanant incrementar els esforços en la recerca i la persecució de "espies estrangers" i de "sabotejadors". Per la seva cruesa en l'execució de les ordres de Stalin va rebre el sobrenom de "Ferri Làzar". Durant el període del Gran Terror que començà el 1936 la signatura de Kaganóvitx apareix en 188 de les 357 llistes d'execucions documentades. Un dels molts que van morir durant aquests anys va ser el germà de Làzar, Mikhaïl Kaganóvitx, que era Narkom de la Indústria Aeronàutica. El 10 de gener del 1940 Mikhaïl va ser degradat a director de la planta d'aviació "N24" a Kazan. Al febrer del 1941, durant el XVIII Congrés del PCUS, Mikhaïl va ser advertit que si la planta no acomplia les seves quotes seria expulsat del Partit. L'1 de juny del 1941 Stalin mencionà a Làzar que havia sentit que "Mikhaïl s'estava associant amb l'ala dreta". Làzar no va parlar amb Stalin en defensa del seu germà, però va dir-li per telèfon. Aquell mateix dia, Mikhaïl se suïcidà.
Durant la Gran Guerra Patriòtica, Kaganòvitx va ser Comissari dels Fronts del Caucas Nord i del Caucas. Entre el 1943 i el 1944 tornà a ser Narkom de Ferrocarrils. El 1943 va rebre el títol d'Heroi del Treball Socialista. Entre el 1944 i el 1947 Kaganóvitx va ser Ministre dels Materials de Construcció.
El 1947 esdevingué Primer Secretari del Partit Comunista d'Ucraïna. Entre el 1948 i el 1952 serví com a President el Gossnab (Comitè Estatal del de Subministraments Materials i Tècnics, encarregat principalment amb la responsabilitat d'assignar els béns de producció a les empreses, una funció crítica a causa de l'absència de mercats), i entre el 1952 i el 1957 com a Vicepresident Primer del Consell de Ministres. També va ser el primer President del Goskomtrud, encarregat d'introduir el salari mínim, entre altres polítiques salarials, i de millorar el sistema de pensions per la vellesa).
Fins al 1957, Kaganóvitx va ser membre amb vot del Politburó i del Presídium. També va ser un dels primers mentors del Primer Secretari del Partit Comunista Nikita Khrusxov, que primer esdevingué important com Kaganóvitx com a diputat de la ciutat de Moscou durant la dècada del 1930. El 1947, quan Khrusxov va deixar de ser secretari del Partit a Ucraïna (seguí en el càrrec de "cap de govern), Stalin envià a Kaganóvitx per substituir-lo fins que Khrusxov va ser reinstaurat aquell any més tard.

### Darrers anys
Kaganóvitx va ser un estalinista doctrinari, i encara que seguí sent un membre del Presídium, aviat va perdre influència després de la mort de Stalin al març del 1953. El 1957, juntament amb els seus companys devots estalinistes Viatxeslav Mólotov, Dmitri Xepílov i Gueorgui Malenkov (els anomenats Grup Anti-Partit), participà en un avortat cop contra el seu antic protegit Khrusxov, les crítiques del qual cap a Stalin s'havien endurit durant els dos darrers anys. Com a resultat del fracassat cop, Kaganóvitx va ser obligat a retirar-se del Presídium i del Comitè Central, i se li donà la feina de director d'una petita fàbrica de potassi a la regió Ural. El 1961 Kaganóvitx havia estat totalment expulsat del partit i esdevingué un pensionista vivint a Moscou. El seu net informà que després de la seva dimissió del Comitè Central, Kaganóvitx (que tenia una reputació per la seva naturalesa temperamental i violenta) mai no tornà a cridar i va esdevenir un avi devot.
Kaganòvitx va sobreviure fins als 97 anys, morint el 25 de juliol del 1991, just abans dels fets que resultarien en el final de la Unió Soviètica. Està enterrat al cementiri de Novodévitxi de Moscou.

## "El Llop del Kremlin"
El 1987, el periodista americà Stuart Kahan publicà un llibre titulat The Wolf of the Kremlin: The First Biography of L.M. Kaganovich, the Soviet Union's Architect of Fear (William Morrow & Co). Al llibre, Kahan va fer una sèrie de demandes sobre les relacions de treball de Kaganóvitx amb Stalin i les seves activitats durant la fam ucraïnesa, i afirmà ser el nebot de Kaganóvitx. També afirmà que havia entrevistat personalment a Kaganóvitx i que aquest va admetre ser parcialment responsable de la mort de Stalin el 1953 (mitjançant verí). Altres afirmacions incloïen que Stalin es casà amb una germana de Kaganóvitx (Rosa) durant el darrer any de la seva vida i que Kaganóvitx (un jueu), no només va ser l'arquitecte de les massacres estalinistes que comportaren la mort de 20 milions de persones, sinó que també va ser el cervell de l'extermini dels adversaris jueus trotskistes de Stalin.
"El Llop del Kremlin" va ser traduït al rus per Progress Publishers, i un capítol va ser publicat al diari "Nedelia" el 1991, deixant que membres de la seva família fessin la Declaració de la Família Kaganóvitx com a resposta.
Rosa Kaganóvitx, que diu que la Declaració va ser fabricada, va ser citada com a esposa de Stalin a les dècades del 1940 i el 1950 pels mitjans occidentals, entre ells The New York Times, Time i Life.

## Miscel·lània

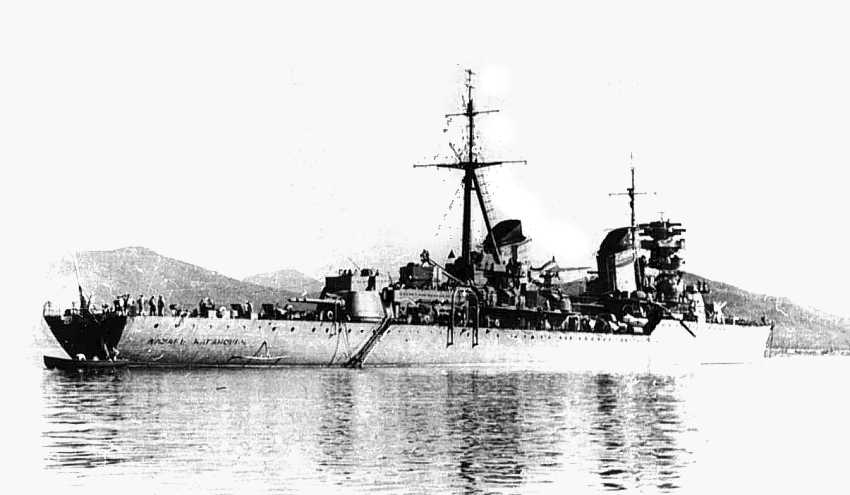
El creuer lleuger Làzar Kaganóvitx

El 1944, el nou creuer lleuger del projecte "26-bis" va ser batejat "Làzar Kaganóvitx". Entra en servei al desembre del 1944 a la Flota del Pacífic.
Segons sembla, Kaganóvitx va ser el responsable de la metàfora "ous i truita" habitualment atribuïda a Stalin.
D'acord amb la revista Time i a alguns diaris, Mikhaïl, el fill de Làzar Kaganóvitx, es casà amb Svetlana, la filla de Stalin, el 3 de juliol de 1951. A les seves memòries, Svetlana fins i tot nega l'existència d'un fill.

## Condecoracions
- Heroi del Treball Socialista (5 de novembre de 1943)
- Orde de Lenin (4)
- Orde de la Bandera Roja del Treball